# 藏钩
藏鉤，又稱藏彄、藏鬮、意彄、打彄，是中國傳統遊戲之一，常作為酒令。是把鉤或彄環（扳指）藏起來讓人猜藏於何人手上的一種遊戲。

## 歷史
傳說藏鉤遊戲始於西漢，漢武帝的婕妤鉤弋夫人趙氏據說出生以來雙手握拳，從不張開，漢武帝過河間遇到她，把她納入後宮，一日召見她，她才將手展開，內藏一玉鈎，因此被稱為鈎弋夫人。後來人們紛紛仿效，為藏鉤之始。
而明文記載藏鉤遊戲則是晉代，據周處《風土記》載，當時臘月飲祭之後，老人和兒童愛玩藏彄之戲，分為兩組比賽勝負。此外也常作為新春遊戲。而據《渚宮舊事》載，東晉官員殷仲堪與桓玄曾一同玩藏鉤遊戲
藏鉤至唐代仍然很流行，殷敬順的《敬訓》亦有記載這種遊戲。《酉陽雜俎》記載當時有一名叫高映的舉人以及一名叫石旻的隱士擅長於藏鉤遊戲中猜中，有一次段成式和高映一同玩藏鉤，每組皆有五十多人，高映十猜九中。又有一次，石旻和張又新兄弟玩藏鉤，張又新無論把鉤藏於巾的褶子中還是襆頭左翅中，皆被石旻猜到。後來段成式結識了石旻，請教他射鉤之術。

## 規則
人數少則數人，多則無上限，可達數百人。參加者平均分為兩組，一組把鉤、彄或其他物品藏起，另一組則猜該物品藏於何人手中。如總人數為單數，多出的一人可隨意依附這組或那組，稱為「遊附」、「飛鳥」、「誐鴟」等。藏鉤的一組把物品互相傳遞或佯裝傳遞，射鉤的一組則猜物品被何人持有。

## 延伸阅读
[在维基数据编辑]
 《欽定古今圖書集成·博物彙編·藝術典·藏鉤部》，出自陈梦雷《古今圖書集成》